# Lista siturilor arheologice din județul Mureș - Ț
Lista siturilor arheologice din județul Mureș - Ț conține toate siturile arheologice din județul Mureș înscrise în Repertoriul Arheologic Național (RAN) și aflate în localități al căror nume începe cu litera Ț. RAN este administrat de Ministerul Culturii și Patrimoniului Național și cuprinde date științifice, cartografice, topografice, imagini și planuri, precum și orice alte informații privitoare la zonele cu potențial arheologic, studiate sau nu, încă existente sau dispărute.
Puteți căuta un sit din localitățile care încep cu litera Ț folosind formularul de mai jos sau puteți naviga prin toate siturile din județ la Lista siturilor arheologice din județul Mureș.
| Cod RAN      | Denumire | Localitate                  | Adresă               | Datare        | Descoperit | Coordonate | Imagine           | Erori            |
| ------------ | --- | --------------------------- | -------------------- | ------------- | ---------- | ---------- | ----------------- | ---------------- |
| 115496.01.01 | Descoperirile celtice de la Țiptelnic (Szalltelek) / ansamblu anonim (Categorie: descoperire izolată) (Tip: obiecte izolate)           | sat Țiptelnic, comuna Band  |                      | Celtică - B2  |            |            | Încărcați imagine | Raportați eroare |
| 115496.02    | Mormântul din lespezi de piatră de la Țiptelnic - "Coasta Drumului" / ansamblu anonim (Categorie: descoperire funerară)                | sat Țiptelnic, comuna Band  | Coasta Drumului      |               |            |            | Încărcați imagine | Raportați eroare |
| 115496.02.01 | Mormântul din lespezi de piatră de la Țiptelnic - "Coasta Drumului" / ansamblu anonim (Categorie: descoperire funerară) (Tip: Mormânt) | sat Țiptelnic, comuna Band  | Coasta Drumului      | Schneckenberg |            |            | Încărcați imagine | Raportați eroare |
| 115496.03.01 | Descoperirile de la Țiptelnic - Valea pârâului Bunii / ansamblu anonim (Categorie: descoperire izolată) (Tip: locuire)                 | sat Țiptelnic, comuna Band  | Valea pârâului Bunii |               |            |            | Încărcați imagine | Raportați eroare |
| 115496.04.01 | Așezarea culturii Noua de la Țiptelnic - "Cânepiște" / ansamblu anonim (Categorie: locuire civilă) (Tip: Așezare)                      | sat Țiptelnic, comuna Band  | Cânepiște            | Noua          |            |            | Încărcați imagine | Raportați eroare |
| 118502.01.01 | Situl arheologic de la Țigmandru - "În Hoghia" / ansamblu anonim (Categorie: locuire civilă) (Tip: Așezare)                            | sat Țigmandru, comuna Nadeș | În Hoghia            |               |            |            | Încărcați imagine | Raportați eroare |
| 118502.01.02 | Situl arheologic de la Țigmandru - "În Hoghia" / ansamblu anonim (Categorie: locuire civilă) (Tip: Așezare)                            | sat Țigmandru, comuna Nadeș | În Hoghia            | Noua          |            |            | Încărcați imagine | Raportați eroare |
| 118502.01.03 | Situl arheologic de la Țigmandru - "În Hoghia" / ansamblu anonim (Categorie: locuire civilă) (Tip: Așezare)                            | sat Țigmandru, comuna Nadeș | În Hoghia            | romană        |            |            | Încărcați imagine | Raportați eroare |
| 118502.01.04 | Situl arheologic de la Țigmandru - "În Hoghia" / ansamblu anonim (Categorie: locuire civilă) (Tip: Așezare)                            | sat Țigmandru, comuna Nadeș | În Hoghia            |               |            |            | Încărcați imagine | Raportați eroare |
| 118502.01.05 | Situl arheologic de la Țigmandru - "În Hoghia" / ansamblu anonim (Categorie: locuire civilă) (Tip: Așezare)                            | sat Țigmandru, comuna Nadeș | În Hoghia            |               |            |            | Încărcați imagine | Raportați eroare |